# Simba (langue)
Pour les articles homonymes, voir Himba et Simba.
Le simba, aussi appelé himba, (autonyme : himbaka) est une langue bantoue menacée de disparition parlée au Gabon. Elle n'a pas de liens avec le peuple des Himbas, vivant en Namibie et parlant un dialecte de la langue héréro.